# Ołeh Sołodownyk
Ołeh Petrowycz Sołodownyk, ukr. Олег Петрович Солодовник (ur. 11 grudnia 1966 w Dniepropietrowsku) – ukraiński piłkarz i futsalowiec, trener w futsalu.

## Kariera piłkarska

### Kariera klubowa
Wychowanek Szkoły Piłkarskiej nr 12 w Dniepropetrowsku. W 1989 roku rozpoczął karierę piłkarską w miejscowej drużynie Mechanizator Dniepropetrowsk. Na początku 1992 wyjechał do Rosji, gdzie podpisał kontrakt z klubem Dina Moskwa. W 1994 przeniósł się do Fieniksu Czelabińsk. Wkrótce wyjechał za ocean do USA, gdzie bronił barw Pittsburgh Stingers. W końcu 1994 powrócił do rodzimego Mechanizatora Dniepropetrowsk. W 1997 został zaproszony do Interkasu Kijów, z którym zdobył mistrzostwo kraju i Puchar. Latem 1999 został piłkarzem MFK Szachtar Donieck, w którym występował do końca 2001.

### Kariera reprezentacyjna
Występował w reprezentacji Związku Radzieckiego, Rosji i Ukrainy.

## Kariera trenerska
W 2001 został mianowany na stanowisko głównego trenera MFK Szachtar Donieck, w którym nieco wcześniej zakończył karierę piłkarską. On pozostał na czele zespołu do ponad ośmiu lat, w czasie których pięć razy zdobył mistrzostwo Ukrainy i trzykrotnie Puchar i Superpuchar, w wyniku którego został najbardziej utytułowanym trenerem Ukrainy. Ale na początku 2010 roku, zarząd donieckiego klubu niespodziewanie zrezygnował z jego usług. Jakiś czas później, stał na czele gruzińskiego klubu Iberia Star Tbilisi, z którym zdobył mistrzostwo Gruzji.
Po półtora roku powrócił do Ukrainy, gdzie trenował do 2014 roku Jenakijeweć Jenakijewe. Po rozwiązaniu klubu z powodu wybuchu wojny na Donbasie, w sierpniu 2014 przeniósł się do kazachskiego Munajszy Żangaözen..

## Sukcesy i odznaczenia

### Sukcesy klubowe
- mistrz WNP: 1992
- mistrz Rosji: 1992/93, 1993/94
- mistrz Ukrainy: 1999
- wicemistrz Ukrainy: 1997, 1998
- zdobywca Pucharu ZSRR: 1991
- zdobywca Pucharu Rosji: 1992, 1993
- zdobywca Pucharu Wysszej Ligi w futsalu: 1993
- finalista Pucharu Ukrainy: 1998

### Sukcesy trenerskie
- mistrz Ukrainy:: 2002, 2004, 2005, 2006, 2008
- zdobywca Pucharu Ukrainy: 2003, 2004, 2006
- mistrz Gruzji: 2011

### Odznaczenia
- tytuł Zasłużonego Trenera Ukrainy